# Zuzana
Zuzana er en dokumentarfilm instrueret af Cecilie Rosdahl efter manuskript af Cecilie Rosdahl.

## Handling
Zuzana er 30 år og bor i Prag. Hun viser sin mariehønesamling frem, og fortæller om ordet happiness.